# مانوئل کاسترو
مانوئل کاسترو (انگلیسی: Lillo؛ زادهٔ ۲۷ مارس ۱۹۸۹ بازیکن فوتبال اهل اسپانیا است که در پست مدافع راست یا چپ برای باشگاه سی دی آلکویانو بازی می‌کند.
وی همچنین در تیم‌های ملی فوتبال زیر ۱۷ سال اسپانیا، زیر ۱۹ سال اسپانیا، و زیر ۲۰ سال اسپانیا بازی کرده‌است.